# Абу Ісхак Ібрагім II
Абу Ісхак Ібрагім II ібн Абу Бакр (араб. أبو إسحاق إبراهيم بن أبي بكر; нар. 1336 — 19 лютого 1369) — 16-й султан і 15-й халіф Держави Хафсідів у 1350—1369 роках.

## Життєпис
Син халіфа Абу Бакра II. Народився 1336 року. Після смерті батька 1346 року опинився під опікою родичів. У 1350 році шейх Мухаммад ібн Тафругін повалив халіфа Ахмада I, поставивши на трон Абу Ісхака Ібрагіма. Втім фактична влада належала Мухаммад ібн Тафругіну.
Слабкість халіфа, його залежність від вищих сановників обумовило подальше ослаблення й поступовий розпад держави. Беджая і Костянтина фактично відокремилися. З 1351 до 1356 року тривала боротьба проти Абу'л Аббаса Ахмада, еміра Костянтини. У Габесі владу захопило плем'я Бану Маккі, яке згодом зайняло острів Джербу, Триполітанію й Сфакс. Бану Маккі в захопленні Триполі сприяв генуезький флот. У Гафсі і Тозері влада зосередилася в місцевих шейхів. Абу Ісхак Ібрагіма II фактично панував лише в Північній і Центральній Іфрікії. 1352 року новий похід почав маринідський султан Абу Інан Фаріс, який до 1357 року підкорив усю Державу Хафсідів. Халіф зі своїм візиром втекли до Махдії. Епідемії та повстання в Марокко змусили маринідського султана залишити Іфрікію. Тут відновив владу Абу Ісхак Ібрагім II, але беджая і Костянтина знову відпали.
1360 року було укладено торгівельні угоди з королівством Арагом і Пізанською республікою. У 1364 році після смерті Ібн Тафругіна став одноосібним володарем. Невдовзі було втрачено владу над Махдією та Нефтою, спроби їх повернути виявилися марними. Отримав незалежність аль-Хафсі, валі Аннаби, що також спробував захопити Туніс, але Абу Ісхак Ібрагім II відбив напад. У 1366 році постала загроза з заходу, де Беджаю і Костянтину об'єднав небіж халіфа Абу'л Аббас Ахмад. Абу Ісхак Ібрагім II помер в 1369 році, йому спадкував син Абу'л Бака Халід II.